# Margarida Abril i Gonzàlez
Margarida Abril i Gonzàlez (Argentona, 6 d'agost de 1910 – Mataró, 13 d'agost de 2003) fou una sindicalista i dirigent política catalana.
De petita es traslladà a Mataró. El 1936 ingressà en el Partit Socialista Unificat de Catalunya (PSUC). Després de la guerra civil espanyola s'exilià a França. Va tornar a finals dels anys 1940 i conjuntament amb el seu company, Josep Serradell, participà en la reorganització del partit a l'interior. El 1982, amb membres de l'anomenat sector prosoviètic del PSUC que en foren expulsats, s'integrà en el Partit dels Comunistes de Catalunya (PCC), i en fou membre del Comitè Central.
Morí al 2003 i en l'acte de comiat aquesta dirigent històrica fou homenatjada pels principals representants del comunisme català i espanyol.

## Memòria
Un carrer de la població d'Argentona, on va néixer, porta el seu nom.